# Begnécourt
Begnécourt település Franciaországban, Vosges megyében. Lakosainak száma 141 fő (2022. január 1.). Begnécourt Légéville-et-Bonfays, Bainville-aux-Saules, Dompaire, Gelvécourt-et-Adompt és Hagécourt községekkel határos.

## Népesség
A település népességének változása:
| Lakosok száma | 171  | 168  | 169  | 157  | 151  | 148  | 148  | 143  | 141  |
|               | 2013 | 2015 | 2016 | 2017 | 2018 | 2019 | 2020 | 2021 | 2022 |